# Гулевич, Арсений Анатольевич
Арсе́ний Анато́льевич Гуле́вич (1866, Москва — 12 апреля 1947, Париж) — русский военачальник, генерал-лейтенант, генерал-майор Свиты, крупный военный теоретик.

## Биография
Происходил из дворянского рода Гулевичей. Родился 14 (26) февраля 1866 года в Москве. Сын полковника в отставке Анатолия Венедиктовича Гулевич и Натальи Арсеньевны (урожд. Обуховой).
В 1883 году окончил Московский 3-й кадетский корпус; в 1885 — 3-е Александровское военное училище (с отличием и занесением на памятную доску). Выпущен подпоручиком в лейб-гвардии Финляндский полк. С 7 августа 1889 — поручик. В 1892 году окончил Николаевскую Академию Генерального штаба (по первому разряду). С 6 мая 1892 года — штабс-капитан.
В 1893 году был командирован за границу с научной целью. С 19 апреля 1894 — капитан Генштаба, затем старший адъютант штаба 37-й пехотной дивизии. С 1 октября 1894 проходил цензовое командование ротой в лейб-гвардии Финляндском полку. C 1 октября 1895 — обер-офицер для поручений при штабе войск гвардии и Петербургского военного округа. С 5 апреля 1898 — младший делопроизводитель канцелярии Военно-учёного комитета. C 16 февраля 1899 — экстраординарный профессор Николаевской академии Генштаба. С 7 августа 1900 — делопроизводитель оперативного отделения Главного штаба; с 18 февраля 1901 — делопроизводитель канцелярии Военного министерства. 5 апреля 1902 произведён в подполковники, 14 апреля 1902 — в полковники. С 16 мая 1902 проходил цензовое командование батальоном в лейб-гвардии Финляндского полка. С 28 апреля 1903 прикомандирован к артиллерии, с 25 июня 1903 — к кавалерии. С 5 февраля 1904 — ординарный профессор Николаевской академии Генштаба.

Курс устройства вооруженных сил и армии важнейших государств блестяще вел профессор полковник Гулевич. До него не менее блестяще курс читал бывший военный министр Редигер, написавший по этому вопросу прекрасную книгу. Гулевич придерживался курса Редигера, обновив его новыми данными. Он привлекал офицеров простотой и ясностью изложения этого до некоторой степени сухого предмета. Во время мировой войны генерал Гулевич был начальником штаба главнокомандующего армиями Северо-Западного фронта (при генерале Алексееве) и, нужно сказать, высказывал здравые оперативные мысли. Один недостаток был у Гулевича — он был в полном смысле барин, и по виду, и в работе.— [militera.lib.ru/memo/russian/shaposhnikov/09.html Б. М. Шапошников]
С 12 марта 1904 — помощник начальника канцелярии Военного министерства. С 16 ноября 1904 — постоянный член Главного крепостного комитета. С 21 июня 1905 — начальник канцелярии Совета государственной обороны. 13 апреля 1908 произведён в генерал-майоры.
9 октября 1908 назначен командиром лейб-гвардии Преображенского полка. 27 июня 1909 зачислен в свиту Его Императорского Величества с оставлением в должности. С 26 августа 1912 — начальник штаба войск гвардии и Петербургского ВО. 25 января 1913 избран заслуженным профессором и почётным членом Николаевской академии Генштаба. 6 апреля 1914 произведён в генерал-лейтенанты. С 19 июля 1914 — начальник штаба 6-й армии; с 9 августа 1914 — начальник штаба 9-й армии.

За короткое время моего пребывания в штабе [9-й] армии, я не мог не обратить внимания на совершенно ненормальные отношения, которые существовали между Лечицким и его начальником штаба: видно было, что Лечицкий буквально не переносит Гулевича. Это настолько бросалось в глаза, что было даже неловко. Гулевич же, который все это, конечно, прекрасно видел, делал вид, что ничего особенного нет, и как будто все обстоит прекрасно. Не желая принимать докладов и вообще иметь дело со своим начальником штаба, Лечицкий хотел получать все интересовавшие его сведения помимо Гулевича, поэтому постоянно ходил в штаб и имел все сведения непосредственно от адъютантов; таким путём им отдавались и распоряжения.
Гулевич же, вместо того, чтобы все организовать как следует, предоставлял все своему течению, ни во что не вмешиваясь.

Конечно, долго так дело продолжаться не могло, и Лечицкий, впоследствии, возбудил вопрос об отчислении Гулевича от должности, но тогда совершенно неожиданно для всех, и даже для самого Гулевича, ему пришло предложение занять должность Начальника Штаба Северо-Западного фронта, что и разъединило его с Лечицким. — Кондзеровский П. К. В ставке верховного
11 октября 1914 лично руководил боевыми действиями отступающего 14-го армейского корпуса.
Со 2 февраля 1915 — начальник штаба Северо-Западного фронта.

Начальником штаба Северо-Западного фронта был генерал А. А. Гулевич. С ним отец был знаком давно и хорошо, оба они были одновременно профессорами академии Генерального штаба. Как служебные, так и светские отношения между ними были самые лучшие. Но, встретившись вновь как сослуживцы и сотрудники на высоких и чрезвычайно ответственных постах во время войны, они не нашли, как говорится, общего языка, и отношения их приняли ненормальный и для многих непонятный характер. Думаю, что это можно объяснить только совершенно различным пониманием возложенной на них работы. Разговоров по этому поводу ходило немало.
Так, генерал фон Шварц, побывав в штабе Северо-Западного фронта, пишет: «Я был очень поражен странным положением, создавшимся тогда в штабе фронта: начальником штаба фронта был генерал Гулевич, он был тут же в Седлеце и жил в доме, занимаемом генералом Алексеевым, но этажом выше, а все дела в штабе решались помимо него. Получалось впечатление, что начальника штаба нет совсем.
Некоторые чины штаба, которые были почему-то недовольны генералом Гулевичем, болтали, что он будто бы слишком „барин“ и затягивает дела. Я лично не знал тогда генерала Гулевича настолько близко, чтобы подтвердить или отрицать это, но я хорошо знал генерала Алексеева и его постоянную манеру [делать] все самому… Я понимал, что какими бы качествами ни отличался начальник штаба, у генерала Алексеева он бы всегда играл второстепенную роль. Но вместе с тем я думаю, что такое положение не улыбалось генералу Гулевичу, вероятно, тяготило его и отсюда, видимо, и произошло его отчуждение от дел».
Генерал Палицын, 18 апреля 1915 года назначенный приказом великого князя Николая Николаевича в распоряжение главнокомандующего Северо-Западным фронтом, несколько иначе оценивает генерала Гулевича. В своих воспоминаниях о штабе Северо-Западного фронта он приводит разговор с генералом Гулевичем, относящийся ко времени тяжёлых дней лета 1915 года: "А. А. Гулевичу положение представляется хорошим. Когда я вчера сказал ему, что органы снабжения надо эвакуировать на восток, он широко открыл глаза. «Значит, и нам надо отходить?» — спросил он. «Пока нет, — ответил я ему, — но тыловые учреждения фронта из-за Варшавы и Седлеца надо переместить».

Отец, уважая А. А. Гулевича, не считал возможным просить замены, а генерал Гулевич, будучи благородным человеком, видимо, не считал для себя возможным в военное время просить о другом, более ему свойственном назначении. Так это и оставалось до перевода отца в Ставку.— В. М. Алексеева-Борель
С 21 сентября 1915 — в распоряжении главнокомандующего Северным фронтом.
27 октября 1915 награждён орденом св. Георгия IV степени. 20 марта 1916 назначен командующим 42-м армейским корпусом; с 19 апреля 1917 — командующий 21-м армейским корпусом. С 9 сентября 1917 состоял в резерве чинов при штабе Петроградского ВО.
После Октябрьской революции 1917 года — на стороне Белого движения. В 1919 году представлял Н. Н. Юденича в Финляндии. Заведовал русским Красным Крестом в Финляндии.
В 1920 году переехал в Париж, был привлечён к работе Высших военно-научных курсов, руководил курсом «Организация современной армии». С августа 1921 года — Председатель Совета Союза преображенцев в Париже. В августе 1933 года стал заместителем председателя Главного правления и заведующим финансовой частью Союза инвалидов. С 1934 года — председатель Зарубежного союза русских военных инвалидов, член Правления Союза Георгиевских кавалеров.
24 июня 1941 года как председатель Гвардейского объединения белоэмигрантов во Франции приветствовал нападение Германии на СССР: «бывшие офицеры Русской Императорской Гвардии и Армии приветствуют от всего сердца предпринятую Фюрером войну против большевиков. Мы выражаем пожелание скорейшей победы для свержения иудо-большевизма и уверены, что освобождённая от советской власти Россия немедленно явится могучим фактором в создании Новой Европы на основе возвышенных принципов, превозглашённых Фюрером».

## Отличия
- Орден святого Станислава III степени (1893)
- Орден святой Анны III степени (1896)
- Орден святого Станислава II степени (1901)
- Орден святого Владимира IV степени (1904)
- Орден святого Владимира III степени (1906)
- Орден святого Станислава I Степени (6.12.1912)
- Орден святого Георгия IV степени «За отличия в делах против неприятеля» (27.10.1915)

## Сочинения
Источник — электронные каталоги РНБ
- Гулевич А. А. Большие маневры французских войск в 1893 году. — СПб.: Тип. штаба войск гвардии и Петерб. воен. округа, 1895. — 46 с.
- Гулевич А. А. Война и народное хозяйство. — СПб.: Тип. Глав. упр. делов, 1898. — 188 с.
- Гулевич А. А. Киевский военный округ: Военно-географическое и статистическое описание: Приднепровский пограничный район: Прил. 1. — Киев, 1904.
- Гулевич А. А. Сравнение экономического строя России и главных европейских государств с военной точки зрения: Сообщение в штабе войск гвардии и Петерб. воен. округа. — СПб., 1898. — 45 с.
- Комплектование и устройство вооружённой силы / Сост.: А. Редигер. — изд. 3-е, испр. и доп. А. Гулевич. — СПб.: Воен. тип, 1900. — 576 с.
- Гулевич А. А. Роль России в мировой войне. — Париж, 1934. — 23 с.
- Czarizm and Revolution. 1962.